# Karishma Tanna

Karishma Tanna (hindi- kərɪʃmɑː tənɑ, 21 de dezembro de 1983) é uma atriz, modelo e apresentadora de  filmes indianos.
Estreou em Bollywood no filme Grand Masti (2013) e Tina & Lolo (2016) , protagonizando com Sunny Leone. Participou também do reality show Bigg Boss 8.

## Biografia
Tanna nasceu e cresceu em uma família gujarati. Seu pai morreu em outubro de 2012, atualmente ela mora com a sua mãe

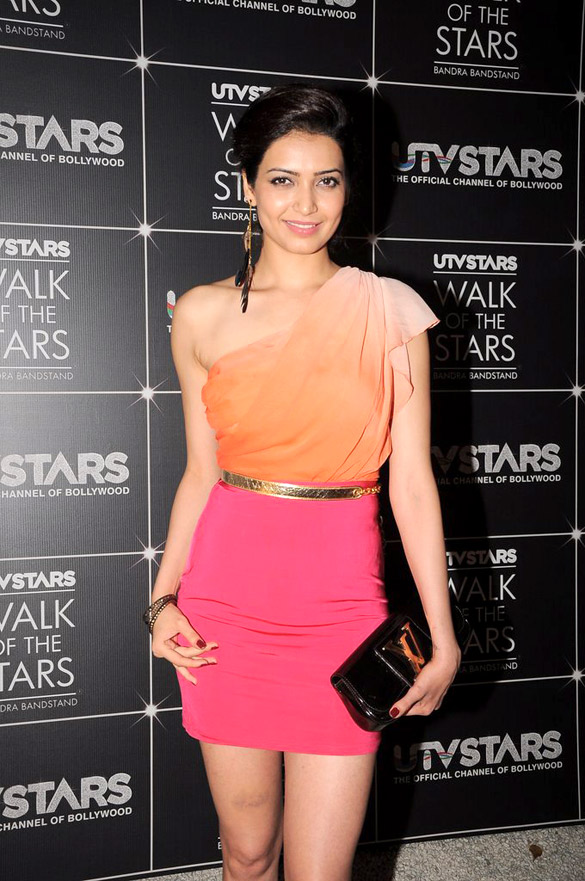
Karishma Tanna, após a festa da "Walk Of The Stars" na UTVSTARS

## Filmografia

### Televisão
Telenovelas
| Ano       | Título                                 | Canal      | Personagem    | Notas                 |
| --------- | -------------------------------------- | ---------- | ------------- | --------------------- |
| 2007-2010 | Kyunki Saas Bhi Kabhi Bahu Thi         | Star Plus  | Indira Virani |                       |
| 2002-2003 | Kahi To Milenge                        | Sahara One | Tanisha       |                       |
| 2003      | Manshaa                                | Zee TV     | Rhea          |                       |
| 2003-2004 | Des Mein Niklla Hoga Chand             | Star Plus  | Tina          |                       |
| 2003-2004 | Koi Dil Mein Hai                       | Sony TV    | Krutika       |                       |
| 2004      | Shararat                               | Star Plus  | Natasha       | Camafeu               |
| 2004      | Kkusum                                 | Sony TV    | Muskaan       |                       |
| 2005-2006 | Paalkhi                                | Zee TV     | Palak         |                       |
| 2005-2006 | Ek Ladki Anjaani Si                    | Sony TV    | Ayesha        |                       |
| 2006-2007 | Viraasat                               | Star One   | Natasha       |                       |
| 2006      | Pyaar Ke Do Naam: Ek Raadha, Ek Shyaam | Star Plus  | Jitisha       |                       |
| 2010      | Jaane Pehchaane Se... Ye Ajnabbi       | Star One   | Avni          |                       |
| 2011      | Adaalat                                | Sony TV    | Ms Jaffrey    | Papel episódico       |
| 2012-2013 | Baal Veer                              | SAB TV     | Rani Pari     |                       |
| 2014      | Jeanie Aur Juju                        | SAB TV     | Soniya        | Camafeu               |
| 2016      | Naagarjuna – Ek Yoddha                 | Life OK    | Maskini       | Antagonista principal |

### Participações especiais
| Nome           | Canal                | Notas                |
| -------------- | -------------------- | -------------------- |
| Kumkum Bhagya  | Zee TV               | Performance de dança |
| Yeh Vaada Raha | Performance de dança |                      |

### Reality Show
| Ano       | Nome de Show                      | Canal      | Notas                      |
| --------- | --------------------------------- | ---------- | -------------------------- |
| 2007      | Comedy Circus 1                   | Sony TV    | Concorrente                |
| 2008      | Zara Nachke Dikha                 | Star One   | Concorrente                |
| 2008      | Kaante Ki Takkar                  | Sony TV    | Anfitrião                  |
| 2010      | Meethi Choori No 1                | Imagine TV | Concorrente                |
| 2011      | Zor Ka Jhatka: Total Wipeout      | Imagine TV | Concorrente                |
| 2011      | Comedy Circus Maha-Sangram        | Sony TV    | Concorrente                |
| 2014      | Comedy Nights with Kapil          | Colors TV  | Convidado                  |
| 2014-2015 | Bigg Boss 8                       | Colors TV  | Concorrente (Campeão)      |
| 2015      | Bigg Boss Halla Bol               | Colors TV  | Concorrente (Nº 1)         |
| 2015      | Nach Baliye 7                     | Star Plus  | Concorrente com Upen Patel |
| 2015-2016 | MTV Love School                   | MTV India  | Convidado com Upen Patel   |
| 2016      | Comedy Nights Bachao              | Colors TV  | Convidado                  |
| 2016      | Fear Factor: Khatron Ki Khiladi 7 | Colors TV  | Convidado em semi-final    |
| 2016      | Jhalak Dikhhla Jaa 9              | Colors TV  | Concorrente                |

## Filmes
| Ano  | Nome do filme                     | Personagem     | Notas              |
| ---- | --------------------------------- | -------------- | ------------------ |
| 2005 | Dosti: Friends Forever            | Nandini Thapar | Estréia do hindi   |
| 2011 | I Am Sorry Mathe Banni Preethsona | Chetana        | Estreia do Kannada |
| 2013 | Grand Masti                       | Unatti         |                    |
| 2014 | Golu Aur Pappu                    | Shalini        |                    |
| TBA  | Tina and Lolo                     | Lolo           | Filmando           |

## Prêmios
| Ano  | Prémios                 | Exposição                      | Categoria                       | Resultados |
| ---- | ----------------------- | ------------------------------ | ------------------------------- | ---------- |
| 2003 | Star Parivaar Awards    | Kyunki Saas Bhi Kabhi Bahu Thi | Behen favorito                  | Indicado   |
| 2003 | Indian Telly Awards     | Kyunki Saas Bhi Kabhi Bahu Thi | Melhor atriz em papel cômico    | Indicado   |
| 2007 | Indian Telly Awards     | Ek Ladki Anjaani Si            | Melhor atriz em papel negativo  | Indicado   |
| 2008 | Star Guild Awards       | Ek Ladki Anjaani Si            | Melhor atriz em papel negativo  | Indicado   |
| 2015 | Television Style Awards | Bigg Boss 8                    | Moda à fêmia em um reality show | Venceu     |
| 2016 | Prêmio Zee Gold         | MTV Love School                | Melhor âncora                   | Indicado   |
| 2016 | Prêmio Zee Gold         | —                              | Atriz mais apto                 | Venceu     |